# Sheriff Cliffs
Le Sheriff Cliffs (in lingua inglese: Scogliere Sheriff ) sono un gruppo di pareti rocciose che si innalzano fino a 1.750 m a ovest della Gabbro Crest, nella Saratoga Table del Forrestal Range, nei Monti Pensacola, in Antartide. 
La denominazione è stata assegnata nel 1979 dall'Advisory Committee on Antarctic Names (US-ACAN) in onore di Steven D. Sheriff, geologo della Western Washington State University, di Bellingham, che aveva condotto ricerche in quest'area nel 1978-79.